# The White Cliffs of Dover
The White Cliffs of Dover (bra: Evocação) é um filme norte-americano de 1944, do gênero drama romântico, dirigido por Clarence Brown, com roteiro de Claudine West, Jan Lustig e Georg Fröschl inspirado no poema "The White Cliffs", de Alice Duer Miller.

## Produção
Sentimental e patriótico, o filme é uma produção luxuosa da MGM, que evoca o perfeccionismo típico da era Irving Thalberg.
Após o triunfo de Mrs. Miniver (1942), o estúdio pediu à mesma equipe de roteiristas que repetisse aquele sucesso. O resultado, segundo a crítica, foi um filme muito longo, apenas uma pálida sombra daquele clássico estrelado por Greer Garson, apesar do elenco liderado por Irene Dunne.

## Sinopse
Susan Ashwood, jovem americana, casa-se com o inglês Sir John Ashwood no alvorecer da Primeira Guerra Mundial. Em 1918, com o fim do conflito, fica claro que ele não voltará para casa. Fiel ao marido, ela se dedica a criar o filho, que tem o mesmo nome do pai. Quando a Segunda Guerra tem início, Susan teme perder esse outro ente querido, que também partiu para o campo de batalha. Um dia, enquanto serve na Cruz Vermelha, ela se depara com John, ferido de morte. Apesar da dor de saber que não salvará sua vida, ela se consola com a certeza de que tanto marido quanto filho não se foram em vão.

## Prêmios e indicações
| Prêmio     | Categoria                          | Recipiente    | Situação |
| ---------- | ---------------------------------- | ------------- | -------- |
| Oscar 1945 | Melhor fotografia - preto e branco | George Folsey | Indicado |

## Elenco
| Ator/Atriz      | Personagem               |
| --------------- | ------------------------ |
| Irene Dunne     | Susan Ashwood            |
| Alan Marshal    | Sir John Ashwood         |
| Roddy McDowall  | John Ashwood II, criança |
| Frank Morgan    | Hiram Porter Dunn        |
| Van Johnson     | Sam Bennett              |
| C. Aubrey Smith | Coronel Walter Forsythe  |
| Dame May Whitty | Nanny                    |
| Gladys Cooper   | Lady Jean Ashwood        |
| Peter Lawford   | John Ashwood II, adulto  |
| John Warburton  | Reggie Ashwood           |
| Jill Esmond     | Rosamund                 |
| Brenda Forbes   | Gwennie                  |
| Norma Varden    | Senhora Bland            |